# Rob Colletti
Rob Colletti ist ein US-amerikanischer Theater- und Filmschauspieler sowie Drehbuchautor und Filmproduzent.

## Leben
Colletti studierte zwei Jahre lang an der Illinois State University, bevor er an das Columbia College Chicago wechselte. Dort machte er seinen Bachelor-of-Arts-Abschluss in Schauspiel. Während dieser Zeit studierte er zusätzlich am Second City, wo er das Comedy-Studies-Programm abschloss und in mehreren Sketch- und Improvisationsshows auftrat. 2006 erhielt er vom Komitee des American College Theatre Festival eine Nominierung für den Kennedy Center Irene Ryan Award. Seit mindestens Anfang der 2010er Jahre wirkt er in Fernseh- und Filmproduktionen mit. So war er etwa 2012 in einer Episode der Fernsehserie No Names und 2015 in einer Episode der Fernsehserie RideShare Confessions zu sehen. 2015 schrieb er außerdem das Drehbuch für zwei Episoden der Fernsehserie Cartoon Hook-Ups.
Colletti verkörperte 2017 im Stück School of Rock die Hauptrolle des Dewey Finn. Außerdem übernahm er im selben Jahr Filmrollen in den Spielfilmen Garlic & Gunpowder und WTF: World Thumbwrestling Federation. Für letzteren Film fungierte er außerdem als Filmproduzent. Der Film erschien auch im Videoverleih. 2019 spielte er in der Fernsehserie Just Roll with It mit. 2021 war er in der Rolle des Julie DeRogatis in der Filmproduktion The Many Saints of Newark zu sehen. Von 2022 bis 2023 spielte er im Theaterstück Almost Famous am Bernard B. Jacobs Theatre mit. Im selben Stück war er bereits 2019 am Old Globe Theatre zu sehen. Im Sommer 2024 wurde bekannt, dass er im Netflix Original One Piece die Rolle des Piraten und Königs Wapol der Insel Drum spielen wird.

## Filmografie (Auswahl)

### Schauspiel
- 2012: No Names (Fernsehserie, Episode 1x02)
- 2015: RideShare Confessions (Fernsehserie, Episode 1x12)
- 2017: Garlic & Gunpowder
- 2017: WTF: World Thumbwrestling Federation
- 2019: Just Roll with It (Fernsehserie)
- 2021: The Many Saints of Newark

### Filmschaffender
- 2015: Cartoon Hook-Ups (Fernsehserie, 2 Episoden; Drehbuch)
- 2017: WTF: World Thumbwrestling Federation (Produktion)

## Theater (Auswahl)
- 2012: The Book of Mormon, Elder Cunningham
- 2017: School of Rock, Regie: Laurence Connor, Proctor’s Theatre
- 2019: Almost Famous, Regie: Jeremy Herrin, Old Globe Theatre
- 2022–2023: Almost Famous, Bernard B. Jacobs Theatre